# Eric Koenig
Eric Koenig es un personaje ficticio que aparece en los cómics estadounidenses publicados por Marvel Comics. Primero apareció en Sgt. Fury y sus Comandos Aulladores # 27 (febrero de 1966) y fue creado por el escritor Stan Lee y el artista Dick Ayers. Él está más comúnmente asociado con los Comandos Aulladores y S.H.I.E.L.D.
Patton Oswalt interpretó al personaje en la primera temporada de la serie de televisión Marvel Cinematic Universe Agents of S.H.I.E.L.D., sin embargo, después de la muerte de Koenig, continuó retratando a sus hermanos idénticos Billy, Sam y Thurston, y el abuelo Ernest a lo largo de las temporadas.

## Historial de publicaciones
La primera aparición de Eric Koenig fue en Sgt. Fury y sus Comandos Aulladores vol. 1 # 27 (febrero de 1966), y fue creado por el escritor Stan Lee y el artista Dick Ayers.
Eric Koenig recibió una entrada en el Manual Oficial totalmente nuevo de Marvel Universe A to Z: Update # 3 (2007).

## Historia
Eric Koenig era un miembro de los originales Comandos Aulladores y luchando junto al equipo durante la Segunda Guerra Mundial. Era un piloto, así como un entrenador y un alemán era muy antinazi, ya que los nazis mataron a su hermana. Él fue la sustitución de Dino Manelli, que estaba ausente en una misión especial, y luego reemplazado por Izzy Cohen cuando era un prisionero de guerra. A la vuelta de Cohen, Koenig se quedó como miembro del equipo. En el número 65, "¡Eric Koenig, traidor!", Koenig parecía haber estado expuesto como un infiltrado de la Gestapo, y su aparente traición fue parte de la historia a partir de ese momento. Más tarde, resultó ser una complicada operación de doble agente por parte del Alto Mando, y en el número 79, Koenig finalmente fue confirmado como un leal luchador para los Aliados.
Después de la guerra, Koenig fue uno de los Aulladores que se unieron a Nick Fury en la formación de S.H.I.E.L.D. Un LMD de Koenig apareció y fue parte de la historia de Deltite, pero se destruyó a sí mismo después de haber sido capturado y escaneado por Tony Stark.
Cuando S.H.I.E.L.D. fue dado de baja y sus agentes fueron transferidos a la recién fundada H.A.M.M.E.R. durante el Reinado Oscuro, Eric se quedó en H.A.M.M.E.R. Esto a pesar del hecho de que 1200 agentes que estaban siendo leales a Fury (incluyendo Dum Dum Dugan y Gabriel Jones) renunciaron y formaron los Comandos Aulladores PMC. Más tarde se supo que estaba trabajando para ellos desde dentro, y ayudó en un golpe en el que el HCPMC (ahora propiedad de Fury) atacó una serie de Helitransportes de H.A.M.M.E.R. y reforzó sus filas, cuando más de 3.000 agentes de H.A.M.M.E.R. se pasaron a su lado. Es asesinado más tarde en una batalla contra HYDRA. Gabriel Jones es también una de las muchas víctimas mortales de S.H.I.E.L.D. junto con Eric.

## En otros medios
Eric Koenig aparece en Agents of S.H.I.E.L.D., primera temporada, episodio "Providence", interpretado por Patton Oswalt. El crítico Oliver Sava llamó a Koenig "un soplo de aire fresco después de todos los eventos de tensión previos a su aparición". Él es un ayudante en la base secreta de S.H.I.E.L.D. de Nick Fury, Providencia. Eric Koenig hace que Phil Coulson mantenga en secreto el hecho de que Nick Fury está todavía vivo. En el episodio "The Only Light in the Darkness", Eric Koenig lleva a cabo pruebas de detección de mentiras en el equipo de Phil Coulson con el fin de ver quién pueden confiar. Él es asesinado fuera de la pantalla por Grant Ward y su cuerpo se encuentra en un conducto de ventilación por Skye. En el episodio, "Nothing Personal", el cuerpo de Eric Koenig es encontrado por Jemma Simmons, que confirma la causa de su muerte.
Oswalt regresó en el final de la temporada "Beginning of the End", como el hermano gemelo de Eric, Billy Koenig, que supervisa la base secreta de S.H.I.E.L.D. del parque infantil.
Además de aparecer como Billy en la segunda temporada, Oswalt también encarna a Eric y otro hermano de Billy, Sam Koenig en el episodio "...Ye Who Enter Here". Sam ayuda a Billy a proteger a Raina de los agentes de Hydra hasta que Skye, Melinda May, Lance Hunter y Antoine Triplett llegan a Vancouver. Cuando Triplett pregunta cuántos hermanos tienen, Billy y Sam dicen 13, a pesar de que a continuación, indican que se trata de una broma. Cuando Sam no hace acto de presencia durante la mayor parte de la segunda mitad de temporada, Billy bromea diciendo que Sam está "recargando sus baterías"; Sin embargo, Tripp dice a Billy sabe que está tratando de meterse con él.
En la cuarta temporada, episodio, "Hot Potato Soup", otros dos hermanos Koenig se revelan. Thurston Koenig, que no es un agente de S.H.I.E.L.D. y se refiere a ellos como un grupo de "ovejas", debido a la muerte de su hermano Eric, y una hermana mayor llamada L.T Koenig (interpretada por Artemis Pebdani). L.T logró que sus hermanos más jóvenes se unieran a S.H.I.E.L.D. y se mete constantemente con ellos. Billy, Sam y L.T tratan de ocultar el Darkhold de los Watchdogs y Holden Radcliffe, pero descubren que fue demasiado tarde cuando Melinda May fue sustituida por un LMD. Al final del episodio, los Koenig confirman que son todos humanos.
En el estreno de la séptima temporada "The New Deal", los agentes viajan de regreso a la ciudad de Nueva York en 1931 y se encuentran con el abuelo de los hermanos Koenig, Ernest "Hazard" Koenig, quien dirige un bar clandestino que se convertiría en un activo SSR y una casa segura para S.H.I.E.L.D. bajo el seudónimo Géminis. Uno de sus empleados resulta ser Wilfred "Freddy" Malick, el padre del futuro líder de Hydra, Gideon Malick. Koenig puede vislumbrar el futuro cuando se encuentra con el Chronicom Enoch y es llevado a bordo de la aeronave de los agentes, Zephyr One, para ayudar a salvar a Freddy de los Chromnicoms rebeldes. Después de que los agentes de S.H.I.E.L.D. se van de 1931, Koenig contrata a un Enoch varado para que se convierta en su nuevo cantinero a cambio de información sobre cómo él, su bar clandestino y sus descendientes ayudarán a S.H.I.E.L.D. en el futuro.